# Ủy ban Olympic quốc gia
Ủy ban Olympic quốc gia (hay NOC) là tên gọi chung bao gồm các ủy ban đại diện cho các nước và vùng lãnh thổ trên khắp thế giới tham gia vào các hoạt động Olympic. Dưới sự quản lý của Ủy ban Olympic quốc tế, các ủy ban địa phương có trách nhiệm tổ chức sự kiện và giúp đỡ người dân nước mình tham gia vào các kì Đại hội Thể thao, như Thế vận hội. Các ủy ban này cũng có nhiệm vụ đề cử các thành phố trong khu vực họ quản lý trở thành ứng viên đăng cai các kì Đại hội sẽ diễn ra.
NOCs đóng vai trò thúc đẩy sự phát triển của các vận động viên và công tác huấn luyện trong khuôn khổ quốc gia.
Tính đến năm 2020, đã có 206 Ủy ban Olympic quốc gia được công nhận, gồm cả nước độc lập và khu vực địa lý. Tất của 193 thành viên Liên Hợp Quốc đều đã có Ủy ban riêng, cũng như 13 vùng lãnh thổ dưới đây:
- Đài Loan (Trung Hoa Dân Quốc), lấy tên Đài Bắc Trung Hoa theo IOC
- Quan sát viên Liên Hợp Quốc Palestine
- Bốn vùng lãnh thổ của Mỹ: Samoa thuộc Mỹ, Guam, Puerto Rico, và quần đảo Virgin thuộc Mỹ (viết thành Quần đảo Virgin theo IOC)
- Ba vùng lãnh thổ hải ngoại của Vương quốc Anh: Bermuda, quần đảo Virgin thuộc Anh và quần đảo Cayman
- Hai lãnh thổ của Vương quốc Hà Lan: Aruba. Trước đây Antille thuộc Hà Lan từng được IOC công nhận từ 1950–2011 nhưng không còn nữa do quốc gia nay đã giải thể vào năm 2010
- Hồng Kông, đặc khu hành chính của Cộng hòa Nhân dân Trung Hoa
- Quần đảo Cook, trực thuộc New Zealand

Tất cả các Ủy ban Olympic quốc gia đều là thành viên của Hiệp hội các ủy ban Olympic quốc gia (ANOC), hiệp hội này được chia thành năm khu vực chính:
| Châu lục       | Châu lục                                  | Hiệp hội                | Số Ủy ban     | Thành viên sớm nhất                                            | Thành viên mới nhất |
| -------------- | ----------------------------------------- | ----------------------- | ------------- | -------------------------------------------------------------- | ------------------- |
|                | châu Á                                    | Hội đồng Olympic châu Á | 44            | Nhật Bản (1912)                                                | Đông Timor (2003)   |
| châu Âu        | Ủy ban Olympic châu Âu                    | 49                      | Pháp (1894)   | Kosovo (2014)                                                  |                     |
| châu Đại Dương | Ủy ban Olympic quốc gia châu Đại Dương    | 17                      | Úc (1895)     | Tuvalu (2007)                                                  |                     |
| châu Mỹ        | Tổ chức Thể thao liên châu Mỹ             | 42                      | Hoa Kỳ (1894) | Dominica (1993) Saint Kitts và Nevis (1993) Saint Lucia (1993) |                     |
| châu Phi       | Hiệp hội Ủy ban Olympic quốc gia châu Phi | 53                      | Ai Cập (1910) | Eritrea (1999)                                                 |                     |

Xem thêm các tổ chức riêng và xin bổ sung các thành viên mới vào danh sách bên dưới.

## Danh sách thành viên và năm gia nhập
Bên dưới là bảng lược sử của 206 Ủy ban thành viên được Ủy ban Olympic quốc tế công nhận từ khi bắt đầu thành lập, năm 1894. Một số Ủy ban được thành lập trước khi được công nhận chính thức, một số khác được công nhận ngay khi thành lập. Một số liên bang, ngày nay không tồn tại (như Liên Xô, Tiệp Khắc, Nam Tư...) không được liệt vào bảng, chỉ những quốc gia tuyên bố ly khai từ chúng được kể tên:
| 1894 | Pháp, Mỹ |
| 1895 | Úc, Đức, Hy Lạp, Hungary |
| 1900 | Na Uy |
| 1905 | Đan Mạch, Anh Quốc |
| 1906 | Bỉ |
| 1907 | Canada, Phần Lan |
| 1909 | Bồ Đào Nha |
| 1910 | Ai Cập |
| 1911 | Thổ Nhĩ Kỳ |
| 1912 | Áo, Nhật Bản, Luxembourg, Hà Lan, Serbia, Tây Ban Nha, Thụy Sĩ |
| 1913 | Thụy Điển |
| 1914 | România |
| 1915 | Ý |
| 1919 | New Zealand, Ba Lan |
| 1922 | Ireland |
| 1923 | Argentina, México, Uruguay |
| 1924 | Bulgaria, Haiti |
| 1927 | Ấn Độ |
| 1929 | Philippines |
| 1934 | Chile |
| 1935 | Brasil, Iceland, Liechtenstein, Venezuela |
| 1936 | Afghanistan, Bermuda, Bolivia, Jamaica, Malta, Peru |
| 1937 | Sri Lanka |
| 1947 | Guatemala, Iran, Myanmar, Panama, Hàn Quốc |
| 1948 | Colombia, Guyana, Iraq, Liban, Pakistan, Puerto Rico, Singapore, Syria, Trinidad và Tobago |
| 1950 | Antille thuộc Hà Lan (nay là Aruba, Bonaire và Curaçao), Thái Lan |
| 1951 | Hồng Kông, Nigeria |
| 1952 | Bahamas, Ghana, Indonesia, Israel |
| 1953 | Monaco |
| 1954 | Costa Rica, Cuba, Ethiopia, Malaysia |
| 1955 | Barbados, Fiji, Kenya, Liberia |
| 1956 | Honduras, Uganda |
| 1957 | Bắc Triều Tiên, Tunisia |
| 1959 | Albania, Ecuador, Maroc, Nicaragua, San Marino, Sudan, Suriname |
| 1960 | Đài Bắc Trung Hoa |
| 1962 | Bénin, Cộng hòa Dominica, El Salvador, Mông Cổ |
| 1963 | Cameroon, Bờ Biển Ngà, Jordan, Libya, Mali, Nepal, Sénégal |
| 1964 | Algérie, Tchad, Madagascar, Niger, Cộng hòa Congo, Sierra Leone, Zambia |
| 1965 | Trung Phi, Guinée, Ả Rập Xê Út, Togo |
| 1966 | Kuwait |
| 1967 | Belize, Quần đảo Virgin thuộc Mỹ |
| 1968 | Cộng hòa Dân chủ Congo, Gabon, Malawi, Tanzania |
| 1970 | Paraguay |
| 1972 | Burkina Faso, Lesotho, Mauritius, Somalia, Eswatini |
| 1974 | Papua New Guinea |
| 1975 | Andorra |
| 1976 | Antigua và Barbuda, Quần đảo Cayman, Gambia |
| 1978 | Síp |
| 1979 | Bahrain, Lào, Mauritanie, Mozambique, Trung Quốc, Seychelles, Việt Nam |
| 1980 | Angola, Bangladesh, Botswana, Qatar, Các Tiểu vương quốc Ả Rập Thống nhất, Zimbabwe |
| 1981 | Yemen |
| 1982 | Quần đảo Virgin thuộc Anh, Oman |
| 1983 | Bhutan, Samoa, Quần đảo Solomon |
| 1984 | Brunei, Djibouti, Guinea Xích Đạo, Grenada, Rwanda, Tonga |
| 1985 | Maldives |
| 1986 | Aruba, Quần đảo Cook, Guam |
| 1987 | Samoa thuộc Mỹ, Saint Vincent và Grenadines, Vanuatu |
| 1991 | Estonia, Latvia, Litva, Namibia, Nam Phi |
| 1993 | Armenia, Azerbaijan, Belarus, Bosna và Hercegovina, Burundi, Cabo Verde, Comoros, Croatia, Cộng hòa Séc, Dominica, Gruzia, Kazakhstan, Kyrgyzstan, Moldova, Bắc Macedonia, Nga, Saint Kitts và Nevis, Saint Lucia, São Tomé và Príncipe, Slovakia, Slovenia, Tajikistan, Turkmenistan, Ukraina, Uzbekistan |
| 1994 | Campuchia, Nauru |
| 1995 | Guiné-Bissau, Palestine |
| 1997 | Micronesia |
| 1999 | Eritrea, Palau |
| 2003 | Kiribati, Đông Timor |
| 2006 | Quần đảo Marshall |
| 2007 | Montenegro, Tuvalu |
| 2014 | Kosovo |
| 2015 | Nam Sudan |

## Ủy ban Olympic quốc gia không được công nhận
- Ủy ban Thể thao và Olympic Ma Cao, Trung Quốc: được thành lập từ năm 1987, đang nỗ lực đấu tranh đòi sự thừa nhận của IOC nhưng hiện tại vẫn chưa có kết quả và do đó tổ chức này không được cử đại diện tham gia Thế vận hội với danh nghĩa "Ma Cao, Trung Quốc".